# Spinaria incisa
Spinaria incisa är en stekelart som beskrevs av Van Achterberg 2007. Spinaria incisa ingår i släktet Spinaria och familjen bracksteklar. Inga underarter finns listade i Catalogue of Life.